# Carabobo Fútbol Club
El Carabobo Fútbol Club és un club de futbol veneçolà de la ciutat de Valencia. Va néixer l'any 1997 després de la desaparició del Valencia FC, club del qual és hereu.

## Palmarès
- Lliga veneçolana de futbol[3]
  - Era Professional: 1971 (com a Valencia FC)
- Copa veneçolana de futbol:[4]
  - 1965, 1978 (com a Valencia FC)
- Segona Divisió de futbol:
  - 1990 (com a Valencia FC)